# EndWar
EndWar (2008) è un romanzo techno-thriller di Grant Blackwood (sotto lo pseudonimo di David Michaels), tratto dalla sceneggiatura dell'omonimo videogioco scritta da Tom Clancy, pubblicato in Italia da Rizzoli.

## Trama
Anno 2020: Stati Uniti, Europa e Russia sono pronte a cominciare un nuovo conflitto mondiale senza esclusione di colpi. I teatri delle battaglie sono le città più importanti del globo, da Parigi a Washington a Mosca. Tra edifici in fiamme e i crateri dei bombardamenti, ogni potenza deve escogitare una strategia utile a superare gli altri avversari, ricorrendo alla sapienza dell'intelligenza artificiale ma anche alle indicazioni che arrivano dagli istinti più primordiali. Un romanzo che mette in scena la Terza guerra mondiale prefigurando scenari politici che sono al contempo apocalittici e spaventosamente verosimili.

## Edizioni
- Tom Clancy, EndWar, collana BUR, Rizzoli, 2008,  pp. 309 pagine.